# Малое Окулово
Ма́лое Оку́лово — деревня в Навашинском городском округе Нижегородской области.

## География
Деревня расположена 7 км на северо-запад от города Навашино.
Площадь 0,33 км². Населенный пункт включает 5 улиц: Пионерская, Полевая, Приозерная, Приозерская, Приокская.

## История
Деревня Окулово впервые упоминается в окладных книгах 1676 года в составе Покровского (Тешинского) прихода, в ней было 2 двора помещиковых, 1 двор задворного слуги и 7 дворов крестьянских.
В конце XIX — начале XX века деревня входила в состав Липенской волости Муромского уезда Владимирской губернии, с 1926 года — в составе Кулебакской волости Выксунского уезда Нижегородской губернии. В 1859 году в деревне числилось 51 дворов, в 1905 году — 84 дворов.
С 1929 года деревня была центром Малоокуловского сельсовета Муромского района Горьковского края, с 1931 года — в составе Волосовского сельсовета, с 5 декабря 1936 года — в составеГорьковской области, с 1944 года — в составе Мордовщиковского района, с 1954 года — в составе Больше-Окуловского сельсовета Мордовщиковского района (с 1960 года — Навашинский район, с 16 мая 1992 года — Нижегородской области). В 2004 году Большеокуловский сельсовет наделён статусом — сельское поселение. В мае 2015 года сельское поселение «Большеокуловский сельсовет» было упразднено, а Малое Окулово вошло в состав городского округа Навашинский.

## Население
| 1859 | 1905 | 2002 | 2010 |
| ---- | ---- | ---- | ---- |
| 331  | ↗509 | ↘250 | ↘218 |

## Инфраструктура
На территории деревни расположены два магазина, библиотека, клуб, медпункт.
В деревне имеется отделение Почты России (индекс 607109).